# Georg Franz Wiesner
Georg Franz Wiesner (* 2. April 1731 in Heidingsfeld; † 13. September, anderes Datum 11. September 1797 in Würzburg) war ein deutscher katholischer Theologe und Hochschullehrer.

## Leben
Georg Franz Wiesner besuchte das Gymnasium in Würzburg (heute: Wirsberg-Gymnasium) und trat nach deren Beendigung am 25. September 1749 in den Jesuitenorden ein. Er absolvierte im Orden die höheren Studien und wurde 1760 zum Priester geweiht.
Er war zunächst als Lehrer an den Gymnasien in Erfurt (heute: Evangelisches Ratsgymnasium), Mannheim (heute: Karl-Friedrich-Gymnasium Mannheim) und Würzburg tätig.
In der Zeit von 1765 bis 1766 war er als Professor der Philosophie an der Universität Heidelberg und von 1767 bis 1769 in gleicher Eigenschaft an der Universität Würzburg tätig.
Nachdem er am 6. Juni 1769 zum Doktor der Theologie promovierte, trat er von der philosophischen in die theologische Fakultät über und hielt anfangs als Professor der Moraltheologie und seit 1771 als Professor der Dogmatik und der orientalischen Sprachen Vorlesungen; auch nach der Aufhebung des Jesuitenordens blieb er in seinem Lehramt und übernahm später noch das Lehrfach der theologischen Enzyklopädie.
Zu seinen Studenten gehörte unter anderem Bernardin Bauer (1752–1803).
Während seiner Lehrzeit in Würzburg wurde er zum fürstbischöflichen Geistlichen Rat ernannt und starb als Senior der theologischen Fakultät.
Zum Haupterben seines hinterlassenen Vermögens hatte er das Spital seines Geburtsortes eingesetzt.

### Theologisches Wirken
In den Jahren seiner theologischen Lehrtätigkeit in Würzburg betreute er eine große Anzahl von akademischen Dissertationen, die sich, zugleich als akademische Übungen im Hebräischen und Griechischen und in der Polemik, mit der biblischen Begründung und Verteidigung einzelner dogmatischer Fragen oder mit exegetischen Einzelheiten beschäftigten.

## Schriften (Auswahl)
- Modus Rerum Ordinandarum Ad Claritatem In Ideis Procurandam Ex Caligine Logica Depromptus, Et De Novo In Lucem Datus. 1749 (Digitalisat)
- Bereshit Hoc Est Liber Genesis. 1760 (Digitalisat)
- Providentia Divina Ex Ratione Naturali Deducta. 1765 (Digitalisat)
- Tres in una Divinitate Personae. 1773.
- Messiae character a Prophetis designatus, in Jesu Nazareno expressus. 1775.
- Novi Testamenti religio, sive Christi Ecclesia divinarum Scripturarum oraculis adumbrata et exhibita. 1775.
- Inquisitio critica et exegetica in difficultates prophetiae Danielis, c. 9, 14—27. 1787.
- Isagoge in theologiam universam encyclopaedica et methodologica. Würzburg 1788.
- Commentatio exegetica et dogmatica in epist. Pauli ad Hebr. c. 7. 1793.